# 莱雷瓦尔

摩纳哥行政区划图，Les Révoires编号08

莱雷瓦尔（法語發音：[le ʁevwaʁ]）是摩纳哥的現在的一個區（Wards），是该国十个现在的區之一，传统區（Les Révoires）则是被劃為拉孔达米讷的一部分。本區為現在摩納哥十個區中面積最小，同時也是人口最少的一區。

## 特点
該區為摩納哥地理位置最高的一個區，最高點達到海拔161公尺。地形陡峭也使本區成為遠眺地中海或摩納哥宮殿所在地摩納哥之岩的好地方。

### 異國花园
由前摩納哥親王阿爾貝一世所建的花園「異國花園」（Jardin Exotique）亦建於此區。
43°43′57″N 7°24′50″E / 43.73250°N 7.41389°E